# جيروم جاي وركمان جونيور
جيروم جاي وركمان جونيور (بالإنجليزية: Jerome J. Workman, Jr.)‏ هو كيميائي وكاتب أمريكي، ولد في 6 أغسطس 1952 في نورثفيلد في الولايات المتحدة.